# Pakistanische Cricket-Nationalmannschaft in Sri Lanka in der Saison 2000
Die Tour der pakistanischen Cricket-Nationalmannschaft nach Sri Lanka in der Saison 2000 fand vom 14. Juni bis zum 2. Juli 2000 statt. Die internationale Cricket-Tour war Teil der internationalen Cricket-Saison 2000 und umfasste drei Test Matches. Pakistan gewann die Testserie 2–0.

## Vorgeschichte
Beide Mannschaften spielte zuvor im Asia Cup, den Pakistan im Finale gegen Sri Lanka gewann.
Das letzte Aufeinandertreffen der beiden Mannschaften bei einer Tour fand in der Saison 1999/00 in Pakistan statt.

## Stadien
Für die Tour wurden folgende Stadien als Austragungsorte vorgesehen und am 7. Juni 2000 bekanntgegeben.
| Stadion                                            | Stadt   | Kapazität | Spiele  |
| -------------------------------------------------- | ------- | --------- | ------- |
| Sinhalese Sports Club Ground (SSC)                 | Colombo | 10.000    | 1. Test |
| Galle International Stadium                        | Galle   | 35.000    | 2. Test |
| Muttiah Muralitharan International Cricket Stadium | Kandy   | 35.000    | 3. Test |

## Kader
Sri Lanka benannte seinen Kader am 2. Juni 2000.
Pakistan benannte seinen Kader am 5. Juni 2000.
| Test | Test |
| Sri Lanka | Pakistan |
| --- | --- |
| - Sanath Jayasuriya (K) - Russel Arnold - Marvan Atapattu - Aravinda de Silva - Kumar Dharmasena - Dilhara Fernando - Rangana Herath - Mahela Jayawardene - Romesh Kaluwitharana (wk) - Muttiah Muralitharan - Ravindra Pushpakumara - Arjuna Ranatunga - Chaminda Vaas - Nuwan Zoysa | - Moin Khan (K & wk) - Abdul Razzaq - Arshad Khan - Azhar Mahmood - Inzamam-ul-Haq - Imran Nazir - Mohammad Wasim - Mohammad Yousuf - Mushtaq Ahmed - Saeed Anwar - Wagar Younis - Wasim Akram - Younis Khan |

## Tour Match
| 10. – 11. Juni Scorecard | Colombo | Sri Lanka Board XI | – | Pakistanis |
|                          |         | Spiel abgesagt     |   |            |

## Test Matches

### Erster Test in Colombo
| 14. – 17. Juni Scorecard | Colombo | Sri Lanka 273 (97.2) & 123 (61.3) | – | Pakistan 266 (120.5) & 131-5 (42) |
|                          |         | Pakistan gewinnt mit 5 Wickets    |   |                                   |

### Zweiter Test in Galle
| 21. – 24. Juni Scorecard | Galle | Sri Lanka 181 (64.3) & 256 (90.1)               | – | Pakistan 600-8d (175.2) |
|                          |       | Pakistan gewinnt mit einem Innings und 163 Runs |   |                         |

### Dritter Test in Kandy
| 28. Juni – 2. Juli Scorecard | Kandy | Sri Lanka 467-5 (155.4) | – | Pakistan |
|                              |       | Remis                   |   |          |

## Statistiken
Die folgenden Cricketstatistiken wurden bei dieser Tour erzielt.
| Tests                | Tests      | Tests   | Tests   | Tests   | Tests   | Tests   | Tests   | Tests   |
| Batting              | Batting    | Batting | Batting | Batting | Batting | Batting | Batting | Batting |
| Spieler              | Mannschaft | Spiele  | Innings | Runs    | Average | HS      | 100s    | 50s     |
| -------------------- | ---------- | ------- | ------- | ------- | ------- | ------- | ------- | ------- |
| Marvan Atapattu      | Sri Lanka  | 3       | 5       | 380     | 95,00   | 207*    | 1       | 2       |
| Sanath Jayasuriya    | Sri Lanka  | 3       | 5       | 275     | 55,00   | 188     | 1       | 0       |
| Wasim Akram          | Pakistan   | 3       | 3       | 198     | 99,00   | 100     | 1       | 1       |
| Saeed Anwar          | Pakistan   | 3       | 3       | 185     | 61,66   | 123     | 1       | 1       |
| Younis Khan          | Pakistan   | 3       | 3       | 171     | 85,50   | 116     | 1       | 0       |
| Bowling              |            |         |         |         |         |         |         |         |
| Spieler              | Mannschaft | Spiele  | Overs   | Wickets | Average | BBI     | 5W      | 10W     |
| Muttiah Muralitharan | Sri Lanka  | 3       | 114     | 12      | 25,50   | 5/115   | 1       | 0       |
| Arshad Khan          | Pakistan   | 3       | 139     | 12      | 26,41   | 4/62    | 0       | 0       |
| Waqar Younis         | Pakistan   | 3       | 75.1    | 11      | 22,18   | 4/40    | 0       | 0       |
| Wasim Akram          | Pakistan   | 3       | 95.3    | 9       | 26,00   | 5/45    | 1       | 0       |
| Abdul Razzaq         | Pakistan   | 3       | 92      | 6       | 37,50   | 3/35    | 0       | 0       |

## Player of the Series
Als Player of the Series wurden die folgenden Spieler ausgezeichnet.
| Serie | Player of the Series |
| ----- | -------------------- |
| Test  | Wasim Akram          |

### Player of the Match
Als Player of the Match wurden die folgenden Spieler ausgezeichnet.
| Spiel   | Player of the Match |
| ------- | ------------------- |
| 1. Test | Wasim Akram         |
| 2. Test | Wasim Akram         |